# Germania Est ai Giochi della XXII Olimpiade
La Germania Est partecipò ai Giochi della XXII Olimpiade, svoltisi a Mosca, Unione Sovietica, dal 19 luglio al 3 agosto 1980, con una delegazione di 345 atleti impegnati in diciassette discipline.